# Paul J. Reider
Paul Joseph Reider  (* 7. Juni 1951 in New York City ) ist  ein US-amerikanischer Chemiker.
Reider studierte zunächst Psychologie (mit Chemie als Nebenfach) am Washington Square College in New York City mit dem Bachelor-Abschluss 1972 und wurde 1978 an der University of Vermont in Organischer Chemie bei Martin E. Kuehne promoviert. Nachdem er 1980 Post-Doktorand als Fellow der National Institutes of Health an der Colorado State University war, ging er im Jahre 1980 zu Merck in die Forschung. 1995 wurde er dort Vizepräsident (Vice President for Process Research). Später war er Vizepräsident und Leiter der Chemie-Forschung bei Amgen in Thousand Oakes in Kalifornien und zuletzt Spezialist für Pharmazie und Lecturer an der Princeton University (2013).
Unter seiner Leitung wurden der COX-2-Hemmer Etoricoxib entwickelt, der HIV-Proteaseinhibitor Indinavir (Crixivan) – mit Totalsynthese und deren industrieller Umsetzung Mitte der 1990er Jahre unter hohem Zeitdruck (es war einer der beiden ersten HIV-Proteaseinhibitoren und wurde dringend erwartet) –  und Efavirenz aus der Gruppe der NNRTI, ebenfalls gegen HIV.
2011 erhielt er den NAS Award for Chemistry in Service to Society für Beiträge zur Entwicklung zahlreicher Medikamente z. B. bei Asthma und HIV-Infektion. 2003 erhielt er den Earl B. Barnes Award der ACS für seine Führungsrolle im Management chemischer Forschung.